# Generale di corpo d'armata
Generale di corpo d'armata è un grado ricoperto da un ufficiale generale posto al comando di un corpo d'armata. Il grado ha origine dal sistema francese rivoluzionario ed è utilizzato da numerosi paesi. Normalmente il grado è superiore al generale di divisione e inferiore al generale d'armata, grado sempre meno usato negli eserciti moderni, e generalmente corrisponde al tenente generale. Tuttavia, in alcuni paesi come Spagna, Brasile e Perù, il grado di generale di corpo d'armata non viene utilizzato; in Spagna il grado di generale di corpo d'armata è sostituito dal grado di tenente generale, mentre in alcuni paesi come Brasile e Perù, il grado di generale dell'esercito è immediatamente superiore a quello di generale di divisione.

## Omologhi nel mondo
La denominazione di generale di corpo d'armata è in uso in Italia. In Italia, Generale di corpo d'armata è il grado apicale dell'Esercito Italiano, dell'Arma dei Carabinieri e della Guardia di Finanza, mentre in Francia (francese: général de corps d'armée) non è un grado, ma una posizione conferita ad alcuni generali di divisione
Nella maggior parte delle forze armate tra gli ufficiali generali il grado omologo è denominato del grado Tenente generale, superiore al generale di divisione, in molti stati denominato maggior generale, e subordinato a un grado variamente denominato (generale, generale d'armata, generale d'esercito. Negli Stati Uniti, nel Regno Unito e nei paesi di tradizione britannica per l'omologo grado viene usata la denominazione di tenente generale, superiore al maggior generale e subordinato al generale.
La denominazione Tenente generale in passato è stata utilizzata anche in Italia dal Regio Esercito dalla proclamazione del Regno d'Italia fino agli anni venti.
Nelle forze armate di alcuni degli stati nati dalla dissoluzione della ex Jugoslavia il grado omologo al generale di corpo d'armata viene denominato in alcuni Tenente colonnello generale, in uso in Slovenia, Macedonia del Nord e Serbia altri colonnello generale, grado che nella ex Jugoslavia corrispondeva al generale di divisione, mentre l'omologo del generale di corpo d'armata nell'Armata Popolare Jugoslava era colonnello generale, grado che continua ad essere usato solo nelle forze armate della Bosnia-Erzegovina, dove costituisce il grado più alto della gerarchia e che era in uso anche nel disciolto esercito della Repubblica serba di Bosnia, dove era il grado più alto.
Nell'Esercito russo il tenente generale corrisponde al generale di divisione mentre il grado omologo al generale di corpo d'armata è colonnello generale (in russo: Генерал-полковник; trasliterato: General polkovnik), grado adottato in epoca sovietica anche nelle forze armate di alcuni paesi del Patto di Varsavia. In Cecoslovacchia il grado di generale di corpo d'armata (ceco: Sborový generál; slovacco: Zborový generál) è stato introdotto nel 1948 intermedio tra i gradi esistenti di generale di divisione (ceco: Divisní generál; slovacco: Divízny generál) e generale d'armata (ceco: Armádní generál; slovacco: Armádny generál), grado poi sostituito a partire dal 1953 dal grado di colonnello generale (in ceco e slovacco: Generálplukovník) sostituito dal grado di Tenente generale (in ceco e slovacco: Generálporučík) nelle forze armate di Repubblica Ceca e Slovacchia, le due unità statali nate in seguito allo scioglimento della Cecoslovacchia.
In alcuni paesi, come il Brasile e Cile, il grado generale di corpo d'armata non viene utilizzato, e il generale d'esercito è appena sopra il generale di divisione.
Il grado è utilizzato dalle forze armate di terra e, nella versione tenente generale, dalle forze aeree che adottano un sistema di gradi mutuato dall'esercito, come ad esempio la US Air Force. Nell'Aeronautica Militare Italiana il grado omologo è generale di squadra aerea, mentre nella Marina Militare è ammiraglio di squadra.
Nelle marine militari degli stati il cui esercito che adotta come denominazione del grado quella di tenente generale il grado equivalente è viceammiraglio, grado non più utilizzato dalla Marina Militare Italiana, ma che era stato utilizzato dalla Regia Marina fino al 1926.
Nell'Ancien Régime il luogotenente generale, da cui deriva l'attuale grado di tenente generale, era il secondo nel comando sul campo dell'esercito, dopo il capitano generale. La denominazione di generale di corpo d'armata risale, invece, all'epoca di Napoleone Bonaparte, che fu il primo a introdurre questa unità militare.

## Italia
Nell'Esercito Italiano il grado è inferiore solo al Generale di corpo d'armata con incarichi speciali, che è una posizione riservata al generale di corpo d'armata chiamato a ricoprire la carica di capo di stato maggiore dell'Esercito italiano o la carica di segretario generale del Ministero della difesa direttore nazionale degli armamenti, e al grado di generale, riservato esclusivamente al Capo di stato maggiore della difesa.
Nell'Arma dei Carabinieri il grado è inferiore solo ai generali di corpo d'armata che ricoprono le cariche Comandante e vice comandante generale dell'Arma.
Nella Guardia di Finanza, analogamente all'Arma dei Carabinieri, il grado è inferiore solo ai generali di corpo d'armata che ricoprono le cariche di Comandante in seconda e di Comandante generale della Guardia di finanza.
Nell'Esercito Italiano, nell'Arma dei Carabinieri e nella Guardia di Finanza, il grado immediatamente inferiore è generale di divisione.
Nel 1997, per effetto della legge n. 25 del 18 febbraio 1997 di ristrutturazione dei vertici delle forze armate, i gradi degli ufficiali generali erano stati ridenominati da generale di brigata, generale di divisione e generale di corpo d'armata, in brigadier generale, maggior generale e tenente generale e venne inoltre istituito, per il solo capo di Stato Maggiore della Difesa, il grado a quattro stelle di "generale" riservato esclusivamente al generale di corpo d'armata o al generale di squadra aerea chiamato a ricoprire la carica di Capo di stato maggiore della difesa; con tale legge il Capo di Stato maggiore della difesa è stato posto in posizione sovraordinata rispetto ai singoli capi di Stato maggiore delle forze armate, e alle dirette dipendenze del Ministro della difesa, quale responsabile dell’organizzazione militare ed in particolare della pianificazione, della predisposizione e dell’impiego delle forze armate nel loro complesso, mentre in precedenza il capo di stato maggiore della difesa era una sorta di "primus inter pares" rispetto ai capi di stato maggiore di ciascuna forza armata. Tale legge ha conferito al Capo di Stato maggiore della difesa il ruolo di guida dello strumento militare nel suo insieme, nella duplice veste di Capo di Stato maggiore in quanto tale e di Comandante in capo.
Dal 16 dicembre 2004 per effetto della legge 2 dicembre 2004 n.299 le denominazioni per gli Ufficiali Generali provenienti dalle "Armi" sono tornate le classiche "generale di brigata, generale di divisione e generale di corpo d'armata" mentre le denominazioni di brigadier generale, maggior generale e tenente generale sono rimaste in vigore per gli ufficiali generali provenienti dai corpi logistici.

### Regio Esercito
Nel Regio Esercito il grado fino al 1915 era denominato Tenente generale. Nel corso della prima guerra mondiale per distinguere meglio gli incarichi di comando, gli ufficiali generali passarono da tre gradi gerarchici a otto e la denominazione del grado è diventata Tenente generale in comando di corpo d'armata, grado, che con la riforma dei gradi negli anni venti, venne ridenominato generale di corpo d'armata.
In Italia nel Regio Esercito gli ufficiali generali erano tre: maggior generale, Tenente generale e generale d'esercito, cui si aggiunse alla vigilia del primo conflitto mondiale il grado di Generale in comando d'armata, intermedio tra tenente generale e generale d'esercito. Nel corso della prima guerra mondiale per distinguere meglio gli incarichi di comando, gli ufficiali generali passarono da tre gradi gerarchici a otto e il grado di tenente generale venne suddiviso in Tenente generale in comando di divisione, Tenente generale in comando di corpo d'armata e Tenente generale in comando di armata che con la riforma dei gradi degli anni venti vennero ridenominati rispettivamente generale di divisione, generale di corpo d'armata e generale designato d'armata, rimasti in vigore fino alla fine della seconda guerra mondiale.
| Paramano |                                                                       |                                                      |
| Grado    | Tenente generale in comando di corpo d'armata (Prima guerra mondiale) | Generale di corpo d'armata (Seconda guerra mondiale) |

### Generale di corpo d'armata con incarichi speciali
I capi di stato maggiore di forza armata ed altri ufficiali generali indossano una quarta stella funzionale (o equivalente), con bordo rosso. Rappresenta l'incarico speciale dell'ufficiale generale. Gli ufficiali generali che adottano tali distintivi ricoprono gli incarichi di generale di corpo d'armata con incarichi speciali:
- capo di stato maggiore dell'Esercito italiano;
- capo di stato maggiore della Marina Militare;
- capo di stato maggiore dell'Aeronautica Militare;
- comandante generale dell'Arma dei carabinieri;
- comandante generale della Guardia di Finanza;
- segretario generale del ministero della difesa e direttore nazionale degli armamenti;
- comandante del Comando operativo di vertice interforze.

### Distintivo
Il distintivo di grado del generale di corpo d'armata è costituito da tre stellette e da una greca per l'Esercito Italiano, la Guardia di Finanza e i Carabinieri, da un giro di bitta, due spaghetti ed una greca per la Marina Militare, il cui omologo è l'ammiraglio di squadra, da una losanga, due binari ed una greca per l'Aeronautica Militare, il cui omologo è il generale di squadra aerea.
Nelle forze armate italiane la bordatura di rosso di elementi del distintivo di grado rappresenta un incarico od una funzione del grado superiore, per questo motivo i capi di stato maggiore dell'Esercito Italiano restano sempre generali di corpo d'armata. L'uso degli elementi aggiuntivi ai distintivi di grado è limitato al periodo di permanenza nella funzione o nella carica.

Distintivo per controspallina di generale di corpo d'armata dell'Esercito Italiano
Distintivo per controspallina di generale di corpo d'armata con incarichi speciali dell'Esercito Italiano

Distintivo per paramano di ammiraglio di squadra (o ammiraglio ispettore capo per i corpi tecnici) della Marina Militare
Distintivo per paramano di ammiraglio di squadra con incarichi speciali della Marina Militare

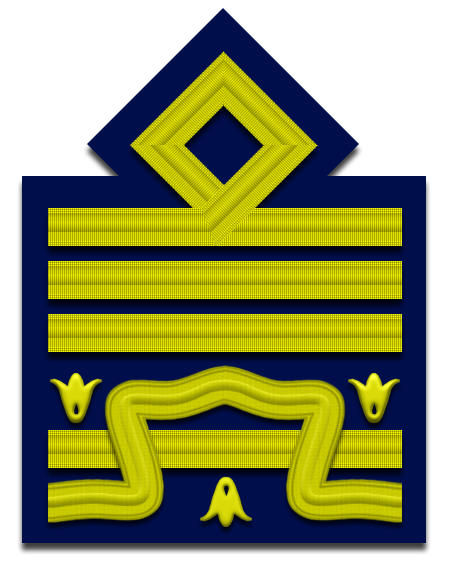
Distintivo per paramano di generale di squadra aerea (o generale ispettore capo per i Corpi tecnici) dell'Aeronautica Militare Italiana
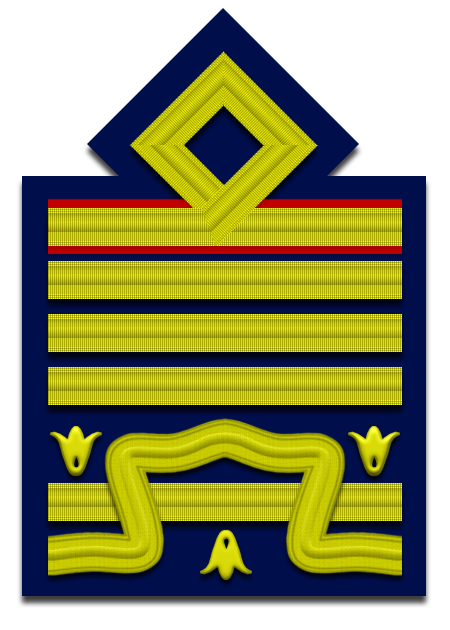
Distintivo per paramano di generale di squadra aerea con incarichi speciali dell'Aeronautica Militare Italiana

Distintivo per controspallina di generale di corpo d'armata dell'Arma dei Carabinieri
Distintivo per controspallina di generale di corpo d'armata vicecomandante generale dell'Arma dei Carabinieri
Distintivo per controspallina del generale di corpo d'armata comandante generale dell'Arma dei Carabinieri

Distintivo per controspallina di generale di corpo d'armata della Guardia di Finanza
Distintivo per controspallina di generale di corpo d'armata comandante in seconda della Guardia di Finanza
Distintivo per controspallina del generale di corpo d'armata comandante generale della Guardia di Finanza

### Comparazione con le qualifiche dei corpi ad ordinamento civile

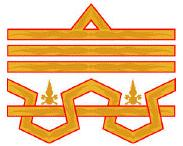
Distintivo qualifica di dirigente generale, capo del Corpo nazionale dei vigili del fuoco

## Francia
Nell'esercito francese il generale di corpo d'armata (francese: "général de corps d'armée")  equivalente al grado di tenente generale in altri paesi è inferiore a quello di général d'armée ("generale d'armata"") e superiore a quello di général de division ("generale di divisione"); attualmente quello di "général de corps d'armée" non è un grado, ma una posizione o un ruolo (rang et appelation in francese) conferito ad alcuni generali di divisione. Il grado di generale di divisione infatti è il grado effettivo più elevato nell'esercito francese.
Il distintivo di grado è composto da quattro stelle d'argento disposte a rombo. Il grado equivalente per l'aeronautica francese è quello di général de corps d'armée aérien ("generale di corpo d'armata aerea"), mentre per la marina francese è quello di vice-amiral d'escadre ("viceammiraglio di squadra").

Distintivo di grado di général de corps d'armée
Distintivo di grado di général de corps d'armée aérien
Distintivo di grado di vice-amiral d'escadre

## Germania
Nelle forze armate tedesche, nell'Esercito e nell'Aeronautica il grado corrispondente è Generalleutnant. che nei precedenti eserciti tedeschi, dal 1871 al 1945 sia nell'esercito tedesco dell'epoca imperiale, sia nell'esercito della Repubblica di Weimar, sia nell'Esercito e nella Luftwaffe della Wehrmacht durante il Terzo Reich, il grado corrispondeva a quello di generale di divisione.

## Denominazione dei gradi omologhi nel resto del mondo
Di seguito è riportata una lista dell'equivalente del grado per le principali forze armate mondiali:
 AlbaniaGjeneral-Lejtant
 Arabia SauditaFariq
 ArgentinaTeniente general
 AustraliaLieutenant-General
 AustriaGeneralleutnant
 BelgioLieutenant général/Luitenant-generaal
 Brasilenon previsto
 BulgariaGeneral Lejtenant/Генерал-лейтенант
 CanadaLieutenant General/Lieutenant général
 Cilenon previsto
 CinaZhōng-jiang、中将
 Colombianon previsto
 Corea del NordJungjang/중장
 Corea del SudJungjang/중장
 CroaziaGeneral pukovnik
 Cubageneral de cuerpo de ejército
 DanimarcaGeneralløjtnant
 EgittoFariq
 EstoniaKindralleitnant
 FinlandiaKenraaliluutnantti
 FranciaGénéral de corps d'armée 
 GermaniaGeneralleutnant
 Giappone
- 幕僚長たる陸将 (Bakurychō-taru-Rikushō)[4]
- 陸軍大将 (Rikugun-taishō)[4] · [5]

 GreciaΑντιστράτηγος/Antistratigos
 IndiaLieutenant General
 IranSpahbod/سپهبد
 IraqFariq
 IrlandaLieutenant-General
 IsraeleRav-aluf
 LettoniaĢenerālleitnants
 LituaniaGenerolas leitenantas
 Messiconon previsto
 NorvegiaGeneralløytnant
 Nuova ZelandaLieutenant general
 Paesi BassiLuitenant - generaal
 Pakistan?
 Perùnon previsto
 PoloniaGenerał broni
 PortogalloTenente-general
 Regno UnitoLieutenant general
 RomaniaGeneral Locotenent
 RussiaGeneral polkovnik/Генерал-полковник
 SpagnaTeniente general
 SiriaFariq
 SloveniaGeneralpodpolkovnik
 SveziaGeneral-löjtnant
 Stati UnitiLieutenant general
 SudafricaLieutenant-General
 TaiwanÈrjí Shang Gjiàng、二級上将
 TurchiaKorgeneral
 UruguayTeniente General
 Venezuelanon previsto